# Live at Five
 (décembre 2023).
Si vous disposez d'ouvrages ou d'articles de référence ou si vous connaissez des sites web de qualité traitant du thème abordé ici, merci de compléter l'article en donnant les références utiles à sa vérifiabilité et en les liant à la section « Notes et références ».
Live at Five est la troisième nouvelle de Raymond Benson mettant en scène le personnage de James Bond. Elle fut initialement publiée aux États-Unis dans le magazine TV Guide en 1999, la semaine où Le monde ne suffit pas arrivait dans les cinémas américains et ne fut pas traduite en français. C'est la plus petite nouvelle de la saga.

## Résumé
James Bond est sur la route pour l’hôtel Ritz où il a rendez-vous avec une femme. Durant son trajet il se remémore les circonstances de leur rencontre. M l'avait envoyé à Chicago pour qu'il aide une patineuse artistique olympique Russe, Natalia Lustokov, à passer à l'Ouest.
Alors qu'elle patinait sur la piste, James Bond s’approchât d'elle et ses gardes du corps se précipitèrent sur lui. La scène est filmée pour l'émission télé Live at Five présentée par Janet Davies alors que 007 affronte les gardes du corps sur la glace. La police intervient et embarque Bond et les gardes, ce qui donne le temps à Natalia de s'éclipser avec l'aide du FBI. Bond est relâché comme prévu.
À la fin du livre on nous apprend que la personne avec laquelle il a rendez-vous n'est pas Natalia Lustokov mais Janet Davies.